# Мартинівська сільська громада (Житомирська область)
Мартинівська сільська об'єднана територіальна громада — колишня об'єднана територіальна громада в Україні, в Пулинському районі Житомирської області. Адміністративний центр — село Мартинівка.
Площа громади — 190,5 км², населення — 2612 мешканців (2018).

## Населені пункти
До складу громади входили 14 сіл: Бабичівка, Будище, Видумка, В'юнки, Гута-Юстинівка, Корчівка, Липівка, Мартинівка, Неборівка, Новий Завод, Олізарка, Тартачок, Трудове та Чехівці.

## Історія
Утворена 1 серпня 2017 року шляхом об'єднання Бабичівської, В'юнківської, Мартинівської та Новозаводської сільських рад Пулинського району.
15 квітня 2020 року Кабінет Міністрів України затвердив перспективний план формування територій громад Житомирської області, в якому Мартинівська ОТГ відсутня, а Бабичівська, В'юнківська, Мартинівська та Новозаводська сільські ради включені до Пулинської селищної територіальної громади.
Відповідно до розпорядження Кабінету Міністрів України № 711-р від 12 червня 2020 року «Про визначення адміністративних центрів та затвердження територій територіальних громад Житомирської області», територія громади увійшла до складу Пулинської селищної територіальної громади Житомирського району Житомирської області.